# Thorstein Veblen
Thorstein Bunde Veblen (Cato, 30 de julio de 1857-Palo Alto, 3 de agosto de 1929), conocido como Thorstein Veblen, fue un sociólogo y economista estadounidense. Fue fundador, junto con John R. Commons, de la escuela institucionalista norteamericana y, más en general, de la corriente institucionalista en las ciencias sociales. Su fama se debe a libros como La teoría de la clase ociosa (1899) y La teoría de la empresa de negocios (1904), en los que critica de forma apasionada la evolución de la sociedad y la economía de su país. 

## Biografía
Thorstein Veblen nació en Cato (Wisconsin), hijo de inmigrantes noruegos. Pasó la mayor parte de su juventud en la granja familiar en Nerstrand (Minnesota) actualmente un Hito Histórico Nacional de Estados Unidos. Su lengua materna era el noruego, y aprendió inglés con sus vecinos y en la escuela, en la que ingresó a los cinco años de edad. Su familia era pudiente y ponía mucho énfasis en la educación y el trabajo duro, lo que contribuiría a su desdén por lo que posteriormente llamaría «consumo ostensible».

### Formación académica
Veblen saldría del núcleo familiar en 1874, para cursar su educación superior en la Carleton College Academy  (hoy Carleton College) en Northfield (Minnesota), y luego realizar estudios de posgrado en la Universidad Johns Hopkins, bajo la dirección de Charles Sanders Peirce, uno de los fundadores de la escuela filosófica pragmática. En 1884 obtendría el doctorado en la Universidad de Yale, con la tesis Ethical grounds of a doctrine of retribution (Fundamentos éticos para una doctrina retributiva).
En su educación, las influencias más importantes fueron, probablemente, Charles Darwin y Herbert Spencer, cuyo trabajo en la segunda mitad del siglo xix provocó un enorme interés en la perspectiva evolutiva de las sociedades humanas.
En 1891 pasó a ser miembro de la Universidad Cornell.

### Vida familiar
En 1888, Thorstein Veblen se casó con Ellen Rolfe, a quien había conocido en Carleton. Fue un matrimonio infeliz, que terminaría con un divorcio, en 1911. Luego, en 1914, contraería matrimonio con Ann Bradley, volviéndose el padrastro de sus hijas, Becky y Ann. En 1920, su esposa sufre una crisis nerviosa y muere, tras lo cual Veblen asumiría un rol activo en el cuidado de sus hijastras. Becky lo acompañó en su traslado a California, y estuvo con él en el momento de su muerte, en 1929.
Fue tío del matemático Oswald Veblen.

## Carrera académica

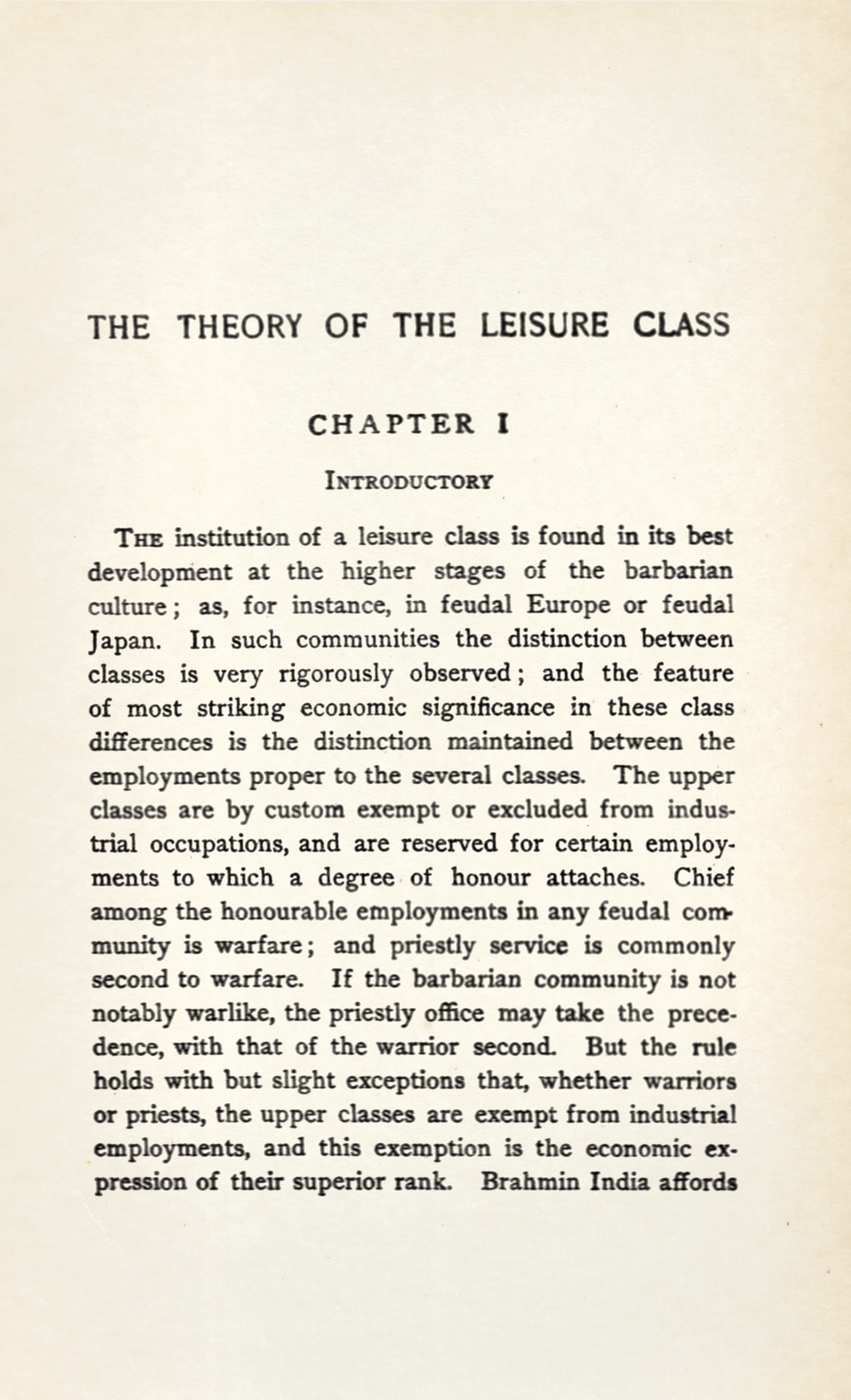
Capítulo primero de La teoría de la clase ociosa, 1924.

Tras su graduación en Yale, Veblen no pudo conseguir trabajo como académico, en parte gracias a los prejuicios contra los noruegos, y, por otro lado, debido a que la mayoría de las universidades no lo consideraban suficientemente formado en el cristianismo. Veblen regresó, entonces, a la granja familiar para recuperarse de una malaria contraída en Baltimore; permanecería allí seis años, tiempo que ocupó leyendo con fruición todo lo que caía en sus manos: política, antropología, economía, sociología y libros religiosos. En 1891 dejaría la granja para hacer la licenciatura de Economía en la Universidad Cornell.
Veblen obtuvo su primer cargo como académico en la recién inaugurada Universidad de Chicago, que se había vuelto con rapidez un centro de clase mundial. Ascendió a profesor asistente en 1900 y editó el prestigioso Journal of Political Economy, manteniendo discusiones con intelectuales como John Dewey, Jane Addams y Franz Boas. En 1899 y 1904 publicó dos de sus libros más conocidos: La teoría de la clase ociosa y La teoría de la empresa de negocios, respectivamente. Sus obras le valieron la fama rápidamente por su ridiculización de los hombres de negocios.
En 1906 se trasladó a la Universidad Stanford. Pronto la dejaría, quizá debido a un adulterio, sumado a que la Facultad y su administración desconfiaban de alguien a quien veían como un profesor mediocre, un colega desaseado y un radical en la política. Veblen reflejaba muchas de sus visiones en sus hábitos personales: su casa a menudo era un desastre, con camas sin hacer y loza sucia; su ropa solía estar desordenada; era agnóstico; y era común que fuera obtuso y grosero en el trato con otra gente.
De este modo, Veblen se unió en 1911 a la Universidad de Misuri, donde contaba con el apoyo de Herbert Davenport, jefe del Departamento de Economía. A Veblen le desagradaba la ciudad, pero permaneció allí hasta 1918, año en que se trasladaría a Nueva York para trabajar como editor de la revista política The Dial. En 1919, junto a Charles Beard, James Harvey Robinson y John Dewey, ayudó a fundar la Nueva Escuela de Investigación Social (New School for Social Research, hoy conocida simplemente como The New School).
Entre 1919 y 1926, Veblen continuó escribiendo e involucrándose en actividades de La Nueva Escuela. En este período publicó una compilación de artículos aparecidos en The Dial, titulada The engineers and the price system (1921), libro en el que propone la formación de un soviet de ingenieros. Sin embargo, de acuerdo con Yngve Ramstad, la idea presentada en la obra —a saber: que serían los ingenieros, no los trabajadores, los que derribarían el capitalismo— es una visión novelística.[cita requerida] Pese a que existe dicha interpretación del libro,[¿por quién?] Veblen invitó a Guido Marx a La Nueva Escuela para enseñar y para ayudar a organizar un movimiento de ingenieros, con gente como Henry Gantt, Morris Cooke y Howard Scott.
Veblen tenía una inclinación por el socialismo y creía que el desarrollo tecnológico llevaría finalmente a una organización socialista en materias económicas. No obstante, su visión del socialismo y la naturaleza del proceso evolutivo de la economía difería bruscamente de la de Karl Marx: mientras Marx había planteado que sería la clase obrera la que establecería el socialismo, Veblen lo creía una fase intermedia en un constante proceso evolutivo en la sociedad, que sería una consecuencia del decaimiento natural del sistema de empresas económicas y por la inventiva de los ingenieros.[cita requerida]
En 1927, Thorstein Veblen regresó a la propiedad que todavía poseía en Palo Alto (California), donde falleció en agosto de 1929, menos de tres meses antes del colapso económico mundial que supuso el crac del 29.

## Pensamiento
Su obra más importante es La teoría de la clase ociosa (1899), una mirada satírica a la sociedad norteamericana escrita mientras era profesor en la Universidad de Chicago. En esta obra definió los términos consumo ostensible y emulación pecuniaria, ampliamente utilizados en sociología.
La obra de Thorstein Veblen, muy influida por la de Marx aunque crítica con ella, abarca la antropología, la sociología y la psicología. Creía que la economía estaba moldeada por la cultura y que no existía una naturaleza humana universal que pudiese explicar la enorme variedad de normas y comportamientos descubiertos por la antropología.
Otra de sus aportaciones teóricas es la dicotomía ceremonial-instrumental. Según Veblen, aunque toda sociedad depende de ciertas herramientas y habilidades para proseguir el proceso vital, hay una estructura que confiere un estatus distinto a cada miembro de la sociedad y que se opone a los imperativos instrumentales (tecnológicos). De ahí nace la dicotomía: la vertiente ceremonial está relacionada con el pasado, apoyado por las leyendas de la tribu; la vertiente instrumental es juzgada por su capacidad para adaptarse al imperativo tecnológico al que se enfrenta la sociedad y su capacidad para controlar las consecuencias futuras. La dicotomía de Veblen es una variante especializada de la teoría instrumental del valor de John Dewey.[cita requerida]
La teoría de la clase ociosa y La teoría de la empresa de negocios son una construcción alternativa a las teorías marginalistas del consumo y la producción. Su monografía La Alemania imperial y la Revolución Industrial y su ensayo ¿Por qué la Economía no es una ciencia evolucionista? han tenido una gran influencia en el trabajo de científicos sociales posteriores. 
Veblen es autor también del concepto de curiosidad ociosa, que guía la búsqueda del conocimiento sin un fin preciso y, así, empuja el desarrollo de la investigación científica.

### Obras de Veblen
- Veblen, Thorstein (1898). «The instinct of workmanship and the irksomeness of labor». American Journal of Sociology 4 (2): 187-201.
- —— (1899). The theory of the leisure class: an economic study in the evolution of institutions. Nueva York: Macmillan.
- —— (1904). The theory of the business enterprise. Nueva Jersey: Transaction Books.
- —— (1914). The instinct of workmanship and the state of industrial arts. Nueva York: Macmillan.
- —— (1915). Imperial Germany and the Industrial Revolution. Nueva York: Macmillan.
- —— (1917). An inquiry into the nature of peace and the terms of its perpetuation. Nueva York: Macmillan.
- —— (1918). The higher learning in America: a memorandum on the conduct of universities by business men. Nueva York: Hill & Wang.
- —— (1919). The vested interests and the state of industrial arts. Nueva York: B. W. Huebsch. Reeditado como The vested interests and the common man.
- —— (1921). The engineers and the price system. Nueva York: B. W. Huebsch.
- —— (1923). Absentee ownership and business enterprise in recent times: the case of America. Nueva York: B. W. Huebsch.
- —— (1925). The Laxdæla saga. Nueva York: B. W. Huebsch.